# Gornji Miklouš
Gornji Miklouš je naselje u Republici Hrvatskoj, u sastavu Grada Čazme, Bjelovarsko-bilogorska županija. 
Crkva sv. Nikole u Gornjem Mikloušu sagrađena je 1704. i obnovljena 1789. te početkom 19. stoljeća, kada dobiva današnji izgled. Mjesto je dobilo i ime po crkvi sv. Nikole, tj. po mađarskoj inačici imena Nikola - „Mikloš”. Nakon odlaska Turaka, župa je bila filijala Čazme, od koje se 1789. osamostaljuje, ali kao mjesna kapelanija u Vojnoj krajini, a tek 1813. postaje u pravom smislu riječi samostalna župa. Ispred crkve pod stoljetnom lipom, svake se godine održava turistička manifestacija "Zapovijed pod lipom".

## Stanovništvo
Prema popisu stanovništva iz 2001. godine, naselje je imalo 114 stanovnika te 38 obiteljskih kućanstava.

Prema popisu stanovništva 2011. godine naselje je imalo 96 stanovnika.
| broj stanovnika |       |       |       | 259   | 306   | 410   | 367   | 421   | 446   | 344   | 299   | 234   | 185   | 147   | 114   | 96    | 77    |
|                 | 1857. | 1869. | 1880. | 1890. | 1900. | 1910. | 1921. | 1931. | 1948. | 1953. | 1961. | 1971. | 1981. | 1991. | 2001. | 2011. | 2021. |